# Манас
Мана́с (кирг. Манас) — героический эпос киргизского народа. Основное содержание эпоса составляют подвиги богатыря Манаса.
Включён в список шедевров устного и нематериального культурного наследия человечества, а также в Книгу рекордов Гиннесса как самый большой эпос в мире.

## Части и сказители

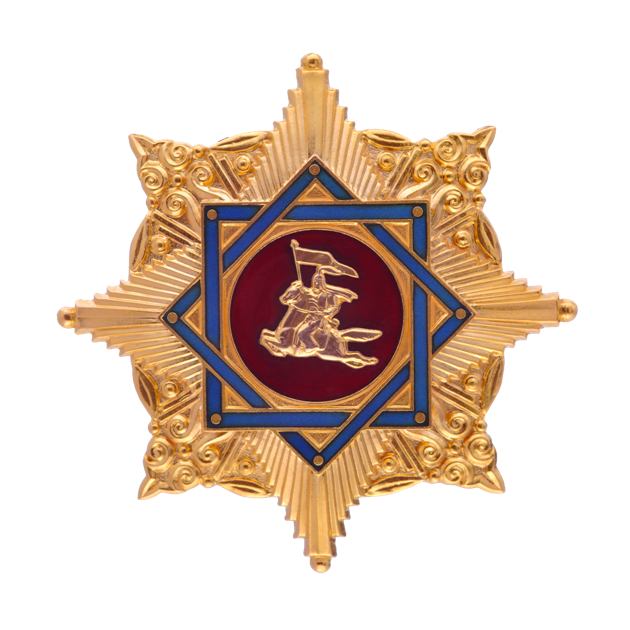
Изображение Манаса на высшей государственной награде Кыргызстана — Ордене «Манас»

Состоит из трёх частей: «Манас», «Семетей», «Сейтек».
Классическими принято считать версии Сагымбая Орозбакова и Саякбая Каралаева. От Орозбакова исследователи записали в 1920-е годы только часть собственно о Манасе (около 180 тыс. стихотворных строк); от Каралаева была записана вся трилогия (500 553 стихотворных строк).
Кроме того, исследователи признают наиболее значительными записи части о Манасе, сделанные от сказителей Тоголока Молдо, Молдобасана Мусулманкулова, Шапака Рысмендеева, Багыша Сазанова, Ибраима Абдырахманова, Мамбета Чокморова
Наиболее известный киргизский сказитель из Китайской Народной Республики Жусуп Мамай — его версия восьми частей эпоса занимает около 200 тыс. строк и опубликована в 18 томах в Урумчи (1984—2007), а затем полностью и в Кыргызстане в 2014—2018.
Для сопоставительной оценки объёма эпосов важно иметь в виду стихотворный размер: в основном «Манас» сочинён 7- и 8-сложными силлабическими стихами, однако в варианте Сагымбая Орозбакова встречаются 4-, 5- и 6-сложные стихи, близкие к рифмованной прозе, а в варианте Саякбая Каралаева встречаются ещё строки от 9-сложных до 12-сложных.

## История эпоса
Традиция возводит возникновение эпоса к легендарной эпохе, называя первым исполнителем соратника самого Манаса — Ырчы уулу Ырамана, воспевшего подвиги героя на его похоронах; бытовавшие же в народе отдельно песни-плачи объединил в один эпос легендарный певец Токтогул (киргизы первой половины XX века верили, что он жил 500 лет назад). Традиции известны и другие сказители, а также имена множества манасчи XIX века, чьё творчество не было записано.
Елеазар Мелетинский указывает, что эпическое время в «Манасе» не мифическое (в отличие от многих эпических сказаний тюркских народов Сибири), а историческое.
Современные учёные не пришли к единому мнению о времени возникновения эпоса, но некоторые предполагают, что история преимущественно повествует о событиях XV—XVI веков. Многие этнонимы, упоминаемые в эпосе, как нойгут, катаган, думара, жедигер, казак, өзбек, ногой относятся к могольскому периоду истории киргизов. Ойратско-киргизские взаимодействия, пребывание киргизов на Алтае, воссоединение алтайских и тяньшанских киргизов, и столкновения с среднеазиатскими владетелями перекликаются с сюжетной линией эпоса.
Виктор Жирмунский полагал, что исторический фон произведения в целом соответствует условиям XV—XVIII века, хотя в нём и имеются более древние представления. Выдвигались гипотезы о том, что его основа связана с событиями истории киргизов IX века.
Первые упоминания об эпосе относятся к XVI веку. Они содержатся в сочинении Маджму ат-Таварих, где Манас показан как историческое лицо, действующее вместе с реально существовавшими Тохтамышем и Анка-торе. На основе сведений Маджму ат-Таварих, английский историк Артур Томас Хатто высказал предположение о том, что эпос мог быть собран в XVIII веке".

## Содержание и сюжет
После смерти хана Ногоя старые враги киргизов кытаи и калмаки, воспользовавшись нерешительностью его преемников, захватывают земли киргизов и вытесняют их из Ала-Тоо. Потомки Ногоя изгоняются в отдалённые края. Оставшиеся попадают под жестокий гнёт захватчиков. Младший сын Ногоя Жакып изгоняется на Алтай, и многие годы вынужден прислуживать алтайским калмакам. Занимаясь хлебопашеством и работая на золотых рудниках, он смог разбогатеть. В зрелом возрасте Жакып становится владельцем неисчислимого количества скота, но его душу гложет обида на то, что судьба не дала ни одного наследника. Он печалится и молит всевышнего о жалости, посещает святые места и приносит жертвы. Наконец, после чудесного сновидения его старшая жена зачала ребёнка, спустя девять месяцев она родила мальчика. В этот же день в табуне Жакыпа появляется на свет жеребёнок, которого он предназначает своему новорождённому сыну.
Жакып на радостях устраивает большой пир и по совету Хизра называет мальчика Манасом. С детских лет в нём проявляются необычные качества, он отличается от всех своих сверстников необычайной физической силой, озорством и щедростью. Слава о нём разносится далеко за пределы Алтая. Живущие на Алтае калмаки спешат сообщить своему хану Эсену весть о том, что у непокорных киргизов появился батыр, которого, пока он ещё не возмужал, следует захватить в плен и уничтожить. Эсен-хан отправляет к киргизам своих лазутчиков, переодетых в торговцев, и даёт задание пленить Манаса. Они застают юного богатыря во время игры в «ордо» и пытаются захватить его. Манас вместе со своими сверстниками захватывает лазутчиков, всё добро каравана раздаёт простому люду.
Против киргизов направляется многотысячное войско во главе с богатырем Нескарой. Объединив все соседние народы и племена, Манас выступает против Нескары, и одерживает над его войском блестящую победу. Оценив заслуги юного богатыря, видя в нём своего заступника, многие киргизские рода, а также соседние племена монголов и калмаков, решают объединиться под его началом. Манас избирается ханом.
Манас вступает в неравную битву с уйгуров и одерживает победу. В этой битве неоценимую помощь ему оказывает хан катаганов Кошой. Один из побеждённых уйгурских правителей Кайыпдан отдаёт Манасу свою дочь Карабёрк, которая сама выражает желание стать женой батыра.
По предложению Кошоя, Манас решает вернуть народу родные земли Ала-Тоо, захваченные противниками киргизов. Собрав войско, он вступает в битву и побеждает. Киргизы принимают решение перекочевать с Алтая на свои исконные земли. Манас со своим родом размещается возле священных чёрных гор Азирет.
Старый враг киргизов — хан кытаев Алооке, принимает решение остановить возвращение киргизов и начинает готовиться к походу. Узнав об этом, Манас срочно выступает в поход со своими сорока дружинниками — чоро. Он легко рассеивает войско врагов и захватывает ставку хана Алооке. Видя решительность и отвагу богатыря Манаса, Алооке решает заключить с киргизами мир и, в знак признания покорности, отдаёт Манасу своего сына Бооке.
В это время на южных рубежах усиливается противостояние киргизских родов с ханом калча [так называли памирцев] Шооруком. Собрав войско, Манас вступает в битву. Побеждённый Шоорук заключает с киргизами дипломатический брачный союз, выдав свою дочь Акылай за Манаса и отправив вместе с ней сорок её прислужниц.

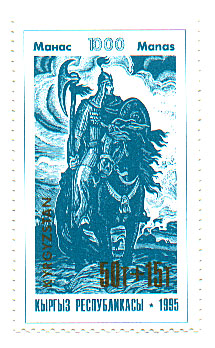

Отдельная сюжетная ветвь эпоса повествует об истории богатыря Алмамбета. Она охватывает события, начиная от момента его рождения до прихода его к Манасу. Отец Алмамбета Соорондук являлся одним из крупных полководцев Китая. Долгое время он был бездетным, и, достигнув зрелого возраста, наконец, обретает сына. Алмамбет с детских лет постигает науки, овладевает искусством магии и колдовства, обучается в школе «Драконье учение» (на кирг. «Ажыдаардын окуусу») вместе с ним обучаются дети из знатных семейств, однако оказывается лучшим среди них в обучении, а позже вырастает в отважного воина. Рассудительность, честность, отвага делают его знаменитым. В юном возрасте Алмамбет становится преемником своего отца, возглавив все войска китайской армии. Однажды, во время охоты, он встречает казахского хана Кёкчё, который призывает его к свету и оставить колдовство. Вернувшись домой, Алмамбет призывает своих родственников обратиться в новую веру. Ни родители, ни родственники не хотят даже слушать Алмамбета. Соорондук приказывает арестовать сына, отказавшегося от «веры предков». Сбежав от родных, Алмамбет находит убежище у Кёкчё. Щедрость, разумность и справедливость Алмамбета способствуют укреплению его славы. Но джигиты хана Кёкчё ревностно относятся к новому приближённому своего правителя. Они пускают ложный слух о близости Алмамбета и супруги хана Кёкчё Акэркеч. Не вынеся клеветы, Алмамбет покидает Кёкчё.
И вот богатырь случайно встречает Манаса, выехавшего на охоту со своими сорока джигитами. Манас уже давно был наслышан об Алмамбете и поэтому встречает его с почестями, устраивает в честь него пир. Манас и Алмамбет становятся побратимами.
И так как Манас женился на Акылай и Карабёрк, чтобы заключить мир, богатырь просит его отца Жакыпа подыскать для него супругу. После долгих поисков Жакып прибывает к Темир-хану в Бухару, где ему приглянулась дочь хана Санира-бига. Жакып сватает её, выплачивает богатый выкуп-калым, и Манас по всем правилам берёт в жены Санира-бига. Киргизы нарекают супругу Манаса именем Каныкей, что означает «вышедшая замуж за хана». Сорок джигитов (чоро) Манаса женятся на сорока девушках, приехавших вместе с Каныкей. Алмамбет берёт в жены дочь покровителя диких горных животных, Арууке.

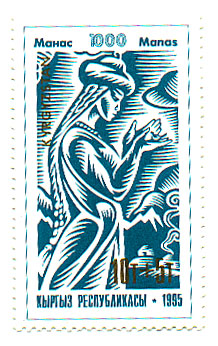

Узнав о Манасе, к нему решают вернуться родственники, находившиеся в изгнании далеко на севере. Это дети старшего брата Жакыпа — Усёна, прожившие долгие годы среди чужого народа, взявшие себе жён из калмаков и забывшие обычаи и нравы своих предков. Среди калмаков их прозвали кёзкаманами.
В это время Манас вынужден отправиться на помощь к Кошою. Афганский хан Тюлькю, воспользовавшись отсутствием Кошоя, совершает набег на катаганов и теитов и убивает сына их хана. Но младший брат Тюлькю, Акун, решает избежать кровопролития и улаживает вспыхнувшую между киргизами и афганцами распрю. Тюлькю признаёт вину, выплачивает выкуп за убийство сына Кошоя и уступает свой престол Акуну. Манас и Акун заключают договор о дружбе и договариваются, о том, что их дети, в том случае, если у них родятся мальчик и девочка, будут обручены. Кроме этого, Бокмурун сын хана Кокетая, который правил в Ташкенте после изгнания калмака Пануса, выражает желание взять в жены дочь Тюлькю по имени Канышай. По поручению Манаса, Бакай едет со сватовством к Тюлькю и совершает все положенные обряды.
Во время отсутствия Манаса прибывают кёзкаманы. Каныкей с радостью встречает родственников мужа, одаривает их по обычаю всем необходимым для ведения хозяйства. Вернувшийся из похода Манас устраивает пир в честь своих родственников. Он наделяет их землёй, дарит скот и различную утварь. Несмотря на такой радушный приём, завистливые кёзкаманы устраивают заговор против Манаса. Они решают отравить батыра, занять престол и овладеть всем имуществом Манаса. Кёзкаманы находят удобное время, чтобы заманить к себе батыра вместе с его дружиной в гости. Возвратившись после очередного похода, Манас с радостью принял приглашение. В пищу батыра и его дружинников подмешивают яд. Уцелевший Манас отпаивает всех своих дружинников и возвращается в ставку. Кёзкаманы ищут виновных в неудаче, между ними вспыхивает ссора, все они пускают в ход ножи и гибнут.

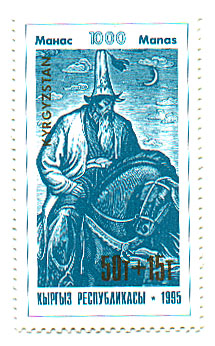

Славный хан Кокетай, достигнув преклонного возраста, покинул белый свет. Перед смертью хан дает распоряжения как совершить погребение, как устроить все посмертные обряды и поминки, и дает наставления народу:
«Воспитал я коршуна и сделал из него ловчую птицу, собрал воедино разноплеменных людей и сделал из них единый народ. Когда меня не станет, птицу не презирайте, прежде шатавшихся людей не распустите опять, и бродяги пусть не разбредутся опять: пасите и держите их. Когда меня не будет: пешеходным беднякам — лошади нужны для езды, голотелым беднякам — сними халат с плеча. И летом, и зимою пусть течет кумыс мой рекою для этих бедняков. Будьте здоровы и счастливы, мой народ! К Манасу кочуйте, у него мой главный завет. Соберите кафиров и мусульман; среди них великий праздник задайте и тем от заветов моих успокойтесь».
Манас берёт в руки всё управление тризной Кокетая. На тризну прибывают многочисленные гости из самых дальних стран. Сын Кокетая Бокмурун выставляет богатые призы победителям различных состязаний. Ряд киргизских старейшин и ханов отдельных родов выражают недовольство тем, что Манас единолично распоряжается ходом тризны. Они собирают совет и решают, открыто высказать свои требования. Но заговорщиков усмиряет старец Кошой. Он уговаривает их не затевать ссоры при многочисленных гостях, среди которых есть давние враги киргизов, и обещает заговорщикам усмирить Манаса после тризны.
Спустя год заговорщики требуют от Кошоя, чтобы он возглавил их посольство к Манасу и помог им сместить своенравного правителя. Кошой, сославшись на возраст, отказывается идти на поводу у заговорщиков. Тогда они решают отправить к Манасу гонцов известить о том, что все знатные главы киргизских родов собираются навестить его как гости. Их замысел заключался в том, чтобы, придя к Манасу многочисленной группой, заставить его совершить какой-либо промах в ритуале гостеприимства, затеять ссору и выставить затем требования отказаться от титула хана. Манас выражает согласие принять знатных гостей со всей их многочисленной свитой. Прибывших гостей встречают сорок дружинников и размещают всех прибывших по своим юртам и аилам. Увидев такое единство дружинников и убедившись в непоколебимости власти Манаса, главы родов понимают, что попали в неловкую ситуацию. На вопрос Манаса о цели их прибытия никто не решается ответить что-либо вразумительное. Тогда Манас сообщает им, что до него дошла весть о готовящемся против киргизов походе. Хан калмаков Конурбай, затаивший злобу за прежние поражения, собирает многотысячное войско, чтобы вновь подчинить себе киргизов. Манас призывает киргизских ханов упредить врага и самим выйти в поход, объединёнными силами разгромить врага на его территории и прекратить всякие попытки завоевать киргизов. Главы родов вынуждены принять предложение Манаса. Ханом всех киргизов на период великого похода избирается Бакай, а Алмамбет становится главным полководцем киргизского войска. Он ведёт их к вражеской столице Бейджину.

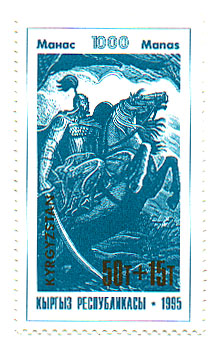

Пройдя долгий и трудный путь, киргизское войско достигает границ врага. Оставив войско на привале, Алмамбет, Сыргак, Чубак и Манас отправляются на разведку. Проникнув вглубь территории врага, они угоняют многочисленные табуны. Вражеские отряды устремляются в погоню за угонщиками. Завязывается битва, киргизам удаётся разбить и рассеять многотысячное вражеское войско. Согласно эпосу Манас со своим войском захватывает Бейджин и правит шесть месяцев. Кытай-калмаки выплачивают им дань и заявляют о желании заключить мир. Манас великодушно решает пощадить Конурбая и остальных вельмож. Но Конурбай не мог смириться с поражением и по одному убивает лучших киргизских батыров. Погибают Алмамбет, Чубак и Сыргак. Тайно проникнув в боевую ставку Манаса, Конурбай наносит богатырю смертельную рану, ударив его в спину копьём, когда безоружный батыр совершал утренний намаз. Вернувшись на родину, Манас не может оправиться от раны и умирает. Каныкей хоронит богатыря в кумбезе. Трагическая концовка первой части трилогии достигает реалистичной достоверности. В предсмертном завещании Манаса говорится о родоплеменных распрях, ослаблении мощи объединённого Манасом киргизского народа. Рождение сына Манаса — Семетея уже предопределяет в будущем отмщение за поражение отца. Так возникла вторая, идейно и сюжетно связанная с первой частью поэма, посвящённая жизнеописанию и подвигам сына Манаса Семетея и его сподвижников, которые повторяют героизм своих отцов и добиваются победы над иноземными захватчиками.
Не проходит и сорока дней после смерти Манаса, как Жакып начинает требовать, чтобы Каныкей была отдана в жёны одному из сводных братьев Манаса. На место Манаса приходит его сводный брат Кобеш, который притесняет Каныкей и стремится уничтожить младенца Семетея. Каныкей вынуждена бежать с младенцем к своим родственникам. Семетей растёт, не ведая о своём происхождении. Достигнув шестнадцатилетнего возраста, он узнаёт о том, что является сыном Манаса и выражает желание вернуться к своему народу. Он возвращается в Талас, где находилась ставка его отца. Враги Манаса, среди которых были сводные братья Абыке и Кобеш, а также предавшие его дружинники погибают от руки Семетея. Батыр женится на Айчурёк, с которой был помолвлен ещё до рождения, по обещанию Манаса. Он совершает набеги на вражескую территорию и в единоборстве убивает Конурбая, отомстив ему за смерть отца. Семетея предаёт его дружинник Канчоро сын Чубака, вступивший в сговор с врагом Кыясом. Получив смертельное ранение от Кыяса, Семетей внезапно исчезает. Его преданный соратник Кулчоро попадает в плен, а Айчурёк становится добычей врагов. Предатель Канчоро становится ханом. Айчурёк ждёт ребёнка Семетея, но об этом никто не догадывается.

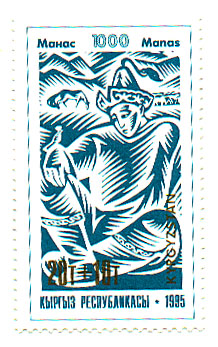

Героическая поэма «Семетей» — наиболее часто исполняемый цикл трилогии. Мужественные герои поэмы также становятся жертвами несправедливости, но виновниками их гибели оказываются не иноземные захватчики, а внутренние враги.
Эпическому повествованию о борьбе против внутренних врагов посвящена третья часть «Манаса» — «Сейтек». Она повествует о богатыре Сейтеке, внуке Манаса и является логическим продолжением предшествующих частей. В этой части присутствует та же идейная основа, связанная с желанием сохранить единство народа, избавиться от внешних и внутренних врагов и добиться мирной жизни. Сюжетную основу эпоса «Сейтек» составляют следующие события: воспитание Сейтека в стане врагов отца, не знающего о своём происхождении, возмужание Сейтека и раскрытие тайны его происхождения, изгнание врагов и возвращение Семетея к своему народу, объединение народа и наступление мирной жизни. В образах Семетея и Сейтека отражено стремление народа сохранить легенды о Манасе в героической жизни его потомков.

## Манасоведение
Манасоведение (кирг. Манастаануу) — отдельное направление исследований в составе киргизоведения, занимающееся научным исследованием Манаса. Представители данного научного направления называются манасоведами. Научное исследование эпоса началось во второй половине XIX века Чоканом Валихановым и Василием Радловым. Валиханов записал один из эпизодов («Поминки по Кёкётёю») в 1856 году и частично перевёл его на русский язык.
В 2014 году была завершена монументальная работа над 9-томником эпоса «Манас» в академическом издании варианта Сагымбая Орозбакова, которая длилась в течение 20 лет. Издание, опубликованное Национальной академией наук Кыргызской Республики, включило в себя 183 тысячи строк из жизни великого кыргызского героя. Заслуженный деятель науки Кыргызской Республики, исследователь-манасовед Самар Мусаев работал над текстом книг; также, над пояснениями работали видные манасоведы Кенеш Кырбашев, Эсенаалы Абдылдаев и Райкул Сарыпбеков.
Основной центр — Национальный центр манасоведения и художественной культуры НАН КР (директор — Абдылдажан Акматалиев).

## Переводы
Первый перевод на русский язык сделал советский поэт Лев Пеньковский.
Турсунбай Адашбаев перевёл эпос Манас на узбекский язык в версии для детей в прозе.
Группа исследователей Института истории, языка и литературы Уфимского федерального исследовательского центра Российской академии наук перевели текст эпоса "Манас" на башкирский язык.  Для перевода был использован официально канонизированный текст известного кыргызского акына Бексултана Жакиева.. 

## 1000-летие эпоса

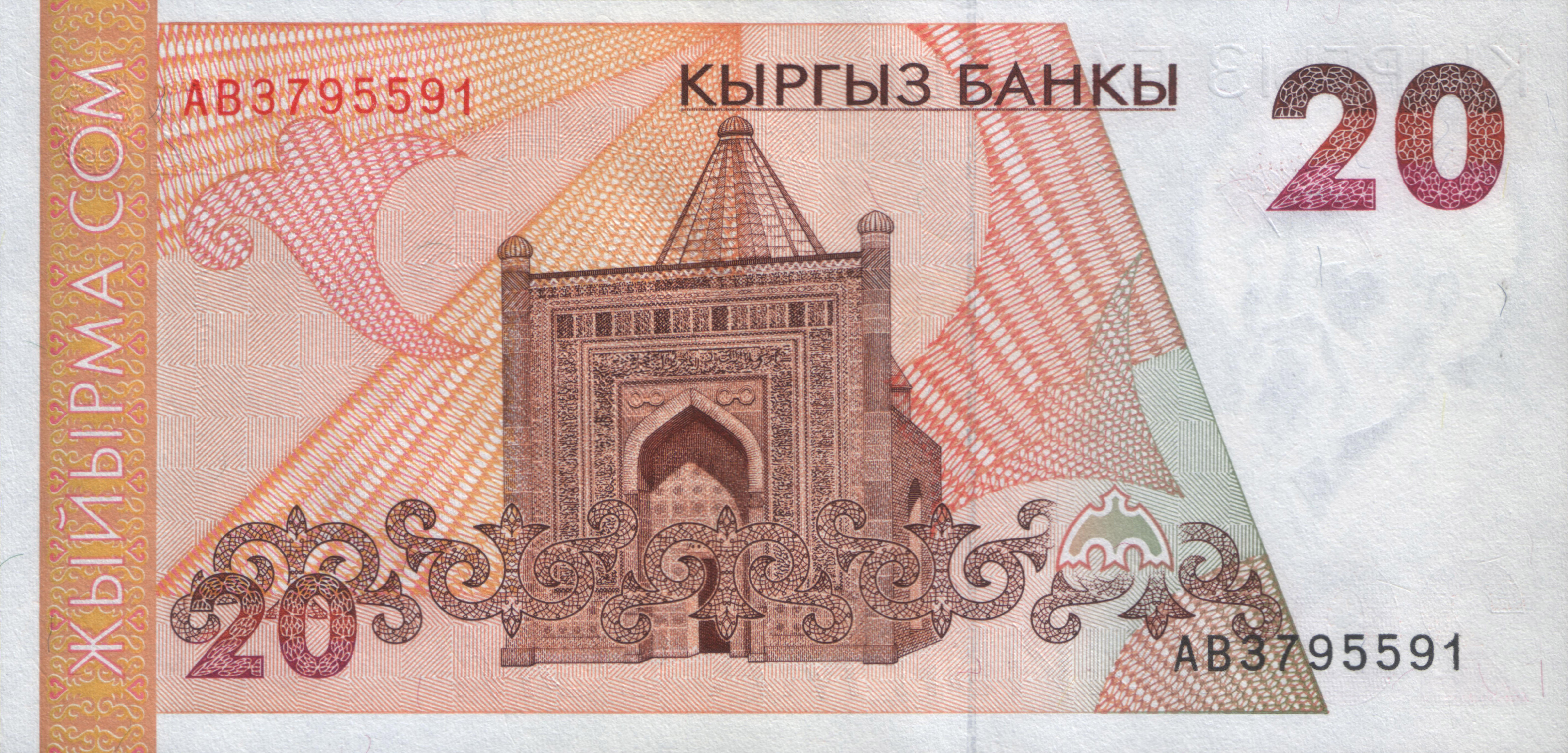
Кумбез (мавзолей) Манаса в Таласе на 20-сомовой купюре

В 1994 году Генеральная Ассамблея ООН приняла резолюцию о всемирном праздновании 1000-летия эпоса «Манас». Празднование состоялось в 1995 году. Основные торжества были проведены в Таласе. По случаю юбилея были учреждены Памятный золотой орден «Манас-1000» и памятная золотая медаль.

## Влияние

### В филателии

Почтовые марки
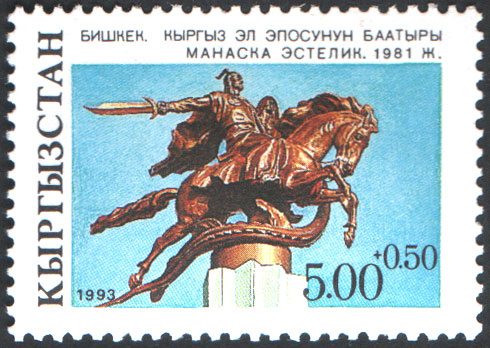
Почтовая марка Кыргызстана
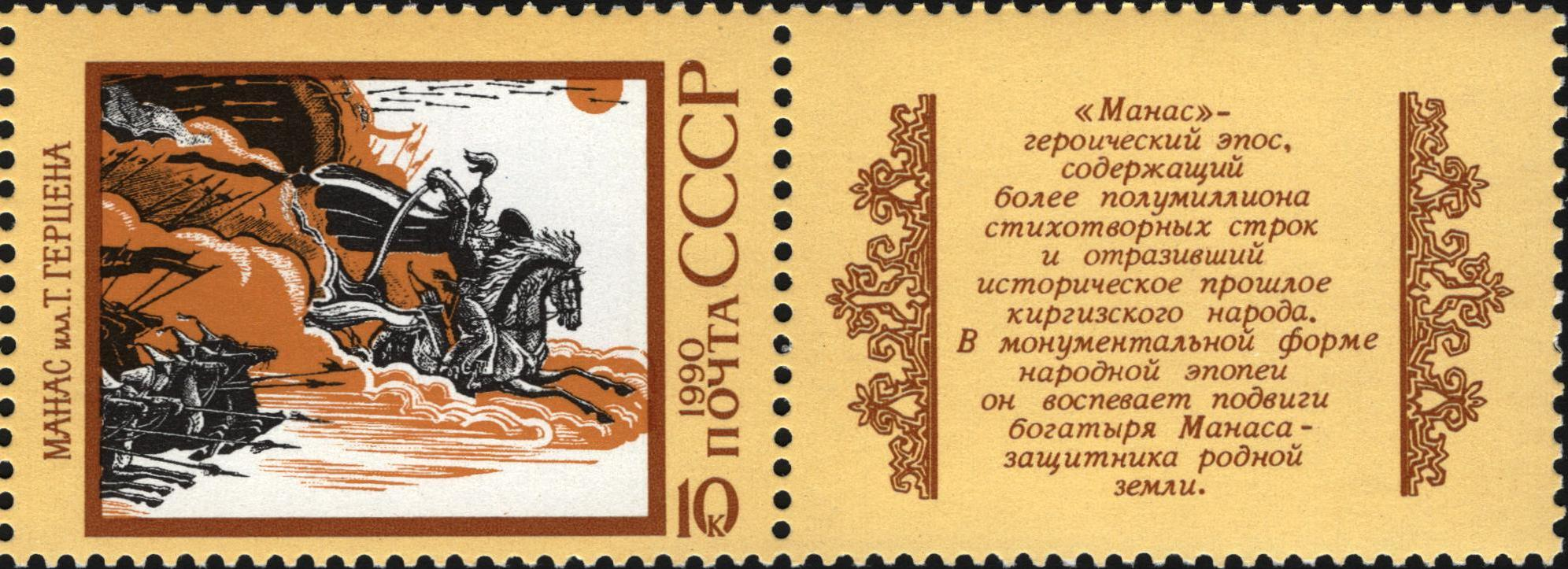
Почтовая марка СССР

### Памятники
- Памятники Манасу в Бишкеке: перед зданием филармонии и на центральной площади «Ала-Тоо».
- Первый за пределами Кыргызстана памятник Манасу был открыт в Москве 24 февраля 2012 года, он расположен на территории парка Дружбы[22].
- Монументальный комплекс «Айколь Манас» в Оше. Открыт в мае 2013 года[23].
- Памятник в Узгене. Открыт в декабре 2011.
- Памятник в Баткене «Манас Ордо» Открыт в 1987.
- Памятник в Стамбуле (Турция). Открыт 9 августа 2017 года.
- Мемориальный комплекс Манас Ордо в Таласской области.
- Памятник в Синьцзян-Уйгурском автономном районе (Китай). Открыт в 2019 году.

### Названы в честь эпоса
- Университет «Манас» — название университета в Бишкеке.
- Манас — международный аэропорт Бишкека.
- Манасский район в Таласской области.
- Манас — село в пригороде Бишкека.
- Манас — кинотеатр в Бишкеке.
- Манас — стадион в Кара-Балте.
- Астероид (3349) Манас открыл советский астроном Николай Черных в 1979 году.
- Орден «Манас» — высшая награда Кыргызстана.
- Манас — опера, написанная композитором Абдыласом Малдыбаевым.
- Манас — озеро в Китае.
- Манас — озеро в Горном Алтае.
- Манас — улица в Алма-Ате, южной столице Казахстана.
- Манас — улица в городе Бишкек, в селе Кызыл-Адыр, в Джалал-Абаде.